# Ri Myong-sun
Ri Myong-sun (koreanisch 리명순; * 26. Januar 1992 in Pjöngjang) ist eine nordkoreanische Tischtennisspielerin. Sie nahm zweimal an den Olympischen Spielen teil.

## Übersicht
Bei der Team-Weltmeisterschaft 2016 besiegte sie unter anderem Yu Mengyu und Daniela Dodean.
Auch die Qualifikation für die Olympischen Spiele verliefen erfolgreich, so konnte sie die Inderin Mouma Das schlagen, scheiterte aber an Ding Ning.
Bei den Olympischen Spielen, die ebenfalls im Jahr 2016 stattfanden, besiegte sie unter anderem Petrissa Solja, verlor dann aber gegen Ai Fukuhara.
Silber holen konnte sie bei den Pjöngjang Open im selben Jahr, im Finale unterlag sie Kim Song-i.

## Turnierergebnisse
Nennung von Ergebnissen der World Tour/Challenge Series nur bei mindestens einem Medaillengewinn.
| Verband | Veranstaltung      | Jahr | Ort            | Land                         | Einzel        | Doppel        | Mixed | Team          | U-21 |
| ------- | ------------------ | ---- | -------------- | ---------------------------- | ------------- | ------------- | ----- | ------------- | ---- |
| PRK     | Asienmeisterschaft | 2015 | Pattaya        | Thailand                     | letzte 16     | Viertelfinale |       |               |      |
| PRK     | Asienmeisterschaft | 2011 | Macau          | Macau                        | letzte 16     |               |       |               |      |
| PRK     | Asian Cup          | 2014 | Wuhan          | China Volksrepublik          | 4. Platz      |               |       |               |      |
| PRK     | Asienspiele        | 2014 | Incheon        | Korea Sud                    | letzte 16     |               |       | 3             |      |
| PRK     | Ostasienspiele     | 2013 | Tianjin        | China Volksrepublik          | Halbfinale    |               |       |               |      |
| PRK     | Olympische Spiele  | 2016 | Rio de Janeiro | Brasilien                    | letzte 16     |               |       | Viertelfinale |      |
| PRK     | Olympische Spiele  | 2012 | London         | England                      | letzte 48     |               |       | Viertelfinale |      |
| PRK     | ITTF World Tour    | 2016 | Pjöngjang      | Korea Nord                   | Silber        | Gold          |       |               |      |
| PRK     | ITTF World Tour    | 2015 | Chengdu        | China Volksrepublik          | letzte 32     | Halbfinale    |       |               |      |
| PRK     | ITTF World Tour    | 2015 | Pjöngjang      | Korea Nord                   | Halbfinale    | Gold          |       |               |      |
| PRK     | ITTF World Tour    | 2012 | Shanghai       | China Volksrepublik          | letzte 64     |               |       |               | Gold |
| PRK     | Weltmeisterschaft  | 2016 | Kuala Lumpur   | Malaysia                     |               |               |       | 3             |      |
| PRK     | Weltmeisterschaft  | 2015 | Suzhou         | China Volksrepublik          | letzte 32     | letzte 32     |       |               |      |
| PRK     | Weltmeisterschaft  | 2014 | Tokio          | Japan                        |               |               |       | Viertelfinale |      |
| PRK     | Weltmeisterschaft  | 2013 | Paris          | Frankreich                   | Viertelfinale |               |       |               |      |
| PRK     | World Team Cup     | 2015 | Dubai          | Vereinigte Arabische Emirate |               |               |       | 2             |      |